# 吉田寛 (1957年生の会計学者)
吉田 寛（よしだ ひろし、1957年3月 - ）は、日本の会計学者、公認会計士。千葉商科大学大学院会計ファイナンス研究科教授、公会計研究所所長、自由経済研究所所長。専門は公会計。千葉商科大学博士（政策研究）。

## 略歴
1957年3月、愛知県名古屋市生まれ。1980年3月、茨城大学人文学部社会科学科卒業。2003年3月、千葉商科大学大学院政策研究科博士課程修了。「公会計理論の研究 : 税の必要を説明する会計情報」で博士（政策研究）。主査は井関利明、副査は新井益太郎、佐藤正雄、日向寺純雄、山本守之が務めた。
1983年9月から1987年2月までPrice Waterhouse（現在のPwCあらた有限責任監査法人）会計士補。1987年2月、公認会計士登録。1987年3月から1988年3月まで太田昭和監査法人（現在のEY新日本有限責任監査法人）公認会計士。1988年4月、吉田寛公認会計士事務所を開設し、所長となる。1988年から2009年まで産業能率短期大学非常勤講師。1999年3月、特定非営利活動法人樹木・環境ネットワーク協会監事。2002年5月、財団法人C.W.ニコル・アファンの森財団監事。2003年12月、公会計研究所を開設し、所長となる。2004年4月、千葉商科大学大学院政策研究科修士課程客員助教授。2005年4月、千葉商科大学大学院会計ファイナンス研究科教授。2006年1月、自由経済研究所を開設し、所長となる。2007年11月、吉田寛税理士事務所を開設。2009年から青山学院大学非常勤講師。
2004年7月6日、前年に著した『公会計の理論 : 税をコントロールする公会計』で第32回日本公認会計士協会学術賞を受賞した。

## 著作

### 学位論文
- 吉田寛「公会計理論の研究 : 税の必要を説明する会計情報」千葉商科大学 博士論文 (政策研究) 甲第2号、2003年、NAID 500000246201。

### 単著
- 『住民のための自治体バランスシート : わかりやすい公会計のしくみ』学陽書房、2003年2月。ISBN 978-4313120471。 NCID BA61422290。
- 『公会計の理論 : 税をコントロールする公会計』東洋経済新報社、2003年4月。ISBN 978-4492601266。 NCID BA61594900。
  - 『公会計の理論 : 税をコントロールする公会計』（増補改訂版）東洋経済新報社、2009年7月。ISBN 978-4492601877。 NCID BA90419449。
- 『新公会計制度のための複式簿記入門』学陽書房、2008年11月。ISBN 978-4313120945。 NCID BA8800281X。
- 『環境会計の理論 : kikyo : 生き物に聞く生物多様性の尺度』東洋経済新報社、2011年9月。ISBN 978-4492602102。 NCID BB06545887。
- 『吉田きょう授の均衡財政と公会計「子供にツケをまわさない!」』公会計研究所、2012年8月。ISBN 978-4990979911。[8]
- 『市場と会計 : 人間行為の視点から』春秋社、2019年7月。ISBN 978-4393621875。 NCID BB28677123。

### 共著
- 吉田寛、山崎養世『高速道路はタダになる! : 子供にツケをまわさない、増税不要のカシコイ税金の使い方 : 大人のための税金の絵本』新風舎、2004年6月。ISBN 978-4797451177。

### 分担執筆
- 日本公認会計士協会公会計委員会編 編『外部監査のための地方公共団体の会計と監査』ぎょうせい、1998年11月。ISBN 978-4324055380。 NCID BA39187796。[1]
- 幸福実現党出版局編 編「子供にツケをまわさない!」『増税亡国論 : 小さな政府を目指して!』幸福の科学出版、2012年3月。ISBN 978-4863951839。[1]
- 辻山栄子編著 編『財務会計の理論と制度』中央経済社、2018年2月。ISBN 978-4502250316。 NCID BB25388516。[1]